# Araneus ursimorphus
Araneus ursimorphus là một loài nhện trong họ Araneidae.
Loài này thuộc chi Araneus. Araneus ursimorphus được Embrik Strand miêu tả năm 1906.